# Dacrydium guillauminii
Dacrydium guillauminii är en barrträdart som beskrevs av J.T. Buchholz. Dacrydium guillauminii ingår i släktet Dacrydium, och familjen Podocarpaceae. IUCN kategoriserar arten globalt som akut hotad. Inga underarter finns listade i Catalogue of Life.